# Henry & June

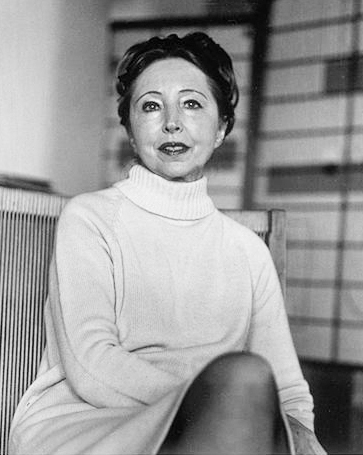
Ihre Erinnerungen sollen in den Film Henry & June eingeflossen sein: Anaïs Nin, US-amerikanische Schriftstellerin (1903–1977)

Henry & June ist ein Film von Regisseur Philip Kaufman aus dem Jahr 1990. Der Film wurde in Paris gedreht. Fred Ward, Uma Thurman und Maria de Medeiros spielen die Hauptrollen. Die Handlung basiert auf den Autobiographien von Henry Miller wie auch auf den Erinnerungen von Anaïs Nin.

## Handlung
Die Schriftstellerin Anaïs Nin legt ihrem Verleger das Manuskript ihres neuen Romans vor. Der Verleger fragt sie, woher sie ihr umfangreiches Wissen über die Affären und über die Sexualität beziehe. Nin antwortet zuerst, sie beziehe es aus der Literatur. Danach erzählt sie über ihr Schlüsselerlebnis aus den 1930er Jahren.
Im Jahr 1931 lebt die in den USA aufgewachsene Nin in Paris. Sie begleitet dort ihren Ehemann Hugo, der für eine Bank arbeitet. Hugo stellt ihr den Schriftsteller Henry Miller vor, der bis dahin nichts veröffentlichte. Nin lernt etwas später Millers Frau June kennen. Beide Ehepaare verbringen gemeinsam ihre Freizeit.
Nin ist zuerst von Henry fasziniert, dann verliebt sie sich in June, die ihre Bisexualität nicht verheimlicht. Beim Sex mit Hugo, ihrem Ehemann, bittet sie diesen, er möge sich vorstellen, er würde gerade Sex mit June haben.
Ein Verleger bietet während einer Party an, den Roman Wendekreis des Krebses von Miller zu veröffentlichen, dafür muss aber ein Teil der Produktionskosten vorgestreckt werden. Die betrunkene June verhandelt mit ihm. Anaïs erklärt sich bereit, die Kosten zu übernehmen. Später, als sie zu zweit sind, lieben sich June und Anaïs.
Am Ende will Anaïs die Eheleute verlassen, June reagiert wütend darauf. Sie wirft die Manuskripte der Romane von Miller und Nin in die Luft, die Blätter vermischen sich. Hugo holt Anaïs mit seinem Auto ab, Henry fährt auf seinem Fahrrad ein Stück dahinter.

## Synchronisation
Henry & June wurde von der Berliner Synchron GmbH synchronisiert. Die Dialogregie führte Heike Schlüns, die auch das Dialogbuch schrieb.
| Darsteller            | Deutscher Sprecher | Rolle           |
| --------------------- | ------------------ | --------------- |
| Fred Ward             | Jürgen Heinrich    | Henry Miller    |
| Uma Thurman           | Katja Nottke       | June Miller     |
| Richard E. Grant      | Torsten Sense      | Hugo Guiler     |
| Kevin Spacey          | Ingo Albrecht      | Richard Osborn  |
| Jean-Philippe Écoffey | Mathias Einert     | Eduardo Sanchez |

## Kritiken
John Esther schrieb in Pasadena Weekly, der Film sei eine große Schande. Desson Howe schrieb in der Washington Post, Fred Ward und Maria de Medeiros arbeiteten gut zusammen, aber Uma Thurman sei der Herausforderung nicht gewachsen.

„Der Film beschreibt die Durchdringung von Wirklichkeit und Fantasie in einem von der Außenwelt abgeschlossenen Kosmos, in dem die Protagonisten nach Selbstbestimmung, sexueller Befreiung und Freizügigkeit streben, um zu literarischer Kreativität zu gelangen. Bis auf wenige formale Ansätze erliegt er dabei seinem kunstgewerblich-geschmäcklerischen Stil und kokettiert in unverhältnismäßigem Rahmen mit erotischen ‚Skandälchen‘.“

## Auszeichnungen
Philippe Rousselot wurde 1991 für die Kameraarbeit für den Oscar nominiert.